# Inocybe saliceticola
Inocybe saliceticola é um fungo encontrado em habitats húmidos nos países Nórdicos. A espécie em questão produz cogumelos marrons com chapéus de diferentes formas até 40 milímetros de grossura com altas e finas hastes de até 62 milímetros de comprimento. Na base do tronco tem um grande e bem definido "bulbo". A espécie produz esporos de formato incomum e irregular, cada um com algumas grossas saliências. Essa característica ajuda a diferenciá-lo de outras espécies que poderiam ser semelhante em aspecto e hábito.
o Inocybe saliceticola cresce em associação mutualística de micorrízicos com a arvore salgueiro. No entanto, determinadas espécies favorecidas pelo fungo não são tão claras e podem incluir táxons de faia e alder. Os cogumelos crescem a partir do chão, muitas vezes, entre os musgos ou detritos. O cogumelo I. saliceticola foi descrito pela primeira vez em 2009. Dentro do gênero Inocybe, a espécie faz parte da seção Marginatae. Essa espécie foi registrada na Finlândia e na Suécia, e é relativamente comum em algumas áreas.

## Taxonomia
o Inocybe saliceticola foi primeiramente descrito em 2009 por Jukka Vauras e Katri Kokkonen no jornal Karstenia, com base em cerca de 20 espécimes da Finlândia, a maioria dos quais foram coletados pelos autores. O holótipo foi coletado a partir da margem do lago Pahakala, perto da cidade de Nurmes. O nome específico saliceticola é, em referência ao fato de que a espécie cresce entre salgueiro (Salix). Dentro do gênero Inocybe, I. saliceticola pertence à seção Marginatae, como definido por Rolf Singer A seção tem sido definida de várias maneiras. Ela foi estabelecida em 1933 por Robert Kühner, que identificou duas características importantes: uma haste que não dispõem de uma cortina (um frágil teia parecida com as de aranha com véu parcial), mas é inteiramente coberta por cystidia, e a presença de um marginate em formato de "lâmpada" na base do tronco. Singer corrigiu a seção em 1986 para levar em conta que uma lâmpada não está sempre presente. Uma taxonomia infragenerica um pouco diferente foi oferecida por Thom Kuyper, em 1986. Ele, como Singer, agrupou Marginatae sobre o subgénero Inocybe, mas ele rotulou um "supersecção". no Entanto, estudos filogenéticos têm indicado que nem a seção Marginatae de Singer nem a "supersecção" Marginatae de Kuyper verdadeiramente formam os grupos monofilético mas que a secção de Rolf Singer, chega mais perto de fazer isso . Espécies dentro da Marginatae semelhante ao I. saliceticola incluem I. obtusiuscula, I. dunensis, I. salicis-herbaceae, I. substellata, I. praetervisa, I. salicis e I. mixtilis. Estas espécies são todas conhecidas por se associarem com o salgueiro, e todos têm macroscopia semelhanças.

## Descrição
Incoybe saliceticola produz cogumelos com tampas de entre 7 e 40 milímetros7 and 40 milímetros (0,28 and 1,6 pol) de diâmetro. A forma da tampa varia, dependendo da idade do cogumelo. Em espécimes mais jovens, eles são cônicos, mas quando o cogumelo amadurece, a tampa achata mais para uma forma convexa ou plana. Como tal, a altura da tampa varia de 4 a 11 milímetros. A tampa possui um umbo que geralmente é muito proeminente. Ao redor do umbo, a superfície da tampa é lisa, mas para a margem da tampa, a superfície é definida por fibrilas, vindas a partir da margem em direção ao umbo.  A tampa, por vezes, se divide ao longo destas fibrilas. A cor da tampa varia de amarelo-marrom a marrom pálido, e é pálida nas margens. O umbo contrasta com esses tons, sendo um cinza-marrom ou marrom avermelhado. O esguio tronco medidas a partir de 0,7 até 6.2 centímetros de comprimento por 1.5 até 6.5 milímetros de espessura e engrossa ligeiramente em direção à base, onde ele se junta a uma grande e bem definida "lâmpada" que pode ser de até 11 milímetros de diâmetro. A superfície do tronco, é coberta por um fino pó branco. Em um caso, no entanto, uma amostra atípica foi recuperada com uma haste quase totalmente lisa, livre de estrias ou pó. A haste varia na cor, com coloração esbranquiçada, amarelo-pálido castanho-pálido, vermelho-marrom, marrom-pálido e cinza-marrom já foram observadas, enquanto a base é branca. Nenhum véu ou anel é visível.